# MEX3D
El homólogo D de Mex-3 (C. elegans), también conocido como MEX3D, es una proteína que en humanos está codificada por el gen MEX3D.

## Función
MEX3D es una proteína de unión a ARN que interactúa con elementos ricos en AU de Bcl-2. Tras la unión, MEX3D tiene una acción de regulación negativa sobre la expresión de Bcl-2 a nivel postranscripcional.

## Estructura
MEX3 contiene dos motivos N-terminal de homología con la ribonucleoproteína K heterogénea (dominio KH) y un dominio RING en el extremo C-terminal.

## Otras lecturas
- Strausberg RL, Feingold EA, Grouse LH, etal (2002). «Generation and initial analysis of more than 15,000 full-length human and mouse cDNA sequences.». Proc. Natl. Acad. Sci. U.S.A. 99 (26): 16899-903. PMC 139241. PMID 12477932. doi:10.1073/pnas.242603899.
- Gerhard DS, Wagner L, Feingold EA, etal (2004). «The status, quality, and expansion of the NIH full-length cDNA project: the Mammalian Gene Collection (MGC).». Genome Res. 14 (10B): 2121-7. PMC 528928. PMID 15489334. doi:10.1101/gr.2596504.
- Buchet-Poyau K, Courchet J, Le Hir H, etal (2007). «Identification and characterization of human Mex-3 proteins, a novel family of evolutionarily conserved RNA-binding proteins differentially localized to processing bodies.». Nucleic Acids Res. 35 (4): 1289-300. PMC 1851655. PMID 17267406. doi:10.1093/nar/gkm016.

- Datos: Q18057427